# Cidaroida
De Cidaroida zijn een orde van zee-egels, en de enige orde in de onderklasse Cidaroidea.

## Families
- Superfamilie Cidaroidea Gray, 1825
  - Cidaridae Gray, 1825
  - Ctenocidaridae Mortensen, 1928
  - Paurocidaridae Vadet, 1999 †
- Superfamilie Histocidaroidea Lambert, 1900
  - Histocidaridae Lambert, 1900
  - Psychocidaridae Ikeda, 1936

Niet in een superfamilie geplaatst
- Anisocidaridae Vadet, 1999 †
- Diplocidaridae Gregory, 1900 †
- Heterocidaridae Mortensen, 1934 †
- Miocidaridae Durham & Melville, 1957 †
- Polycidaridae Vadet, 1988 †
- Rhabdocidaridae Lambert, 1900 †
- Serpianotiaridae Hagdorn, 1995 †
- Triadocidaridae Smith, 1994 †